# 아바스 자디디
아바스 자디디(페르시아어: عباس جدیدی,‎ 1969년 1월 13일~)는 이란의 레슬링 선수, 지도자, 정치인이다. 1996년 하계 올림픽에서 남자 자유형 헤비급 은메달을 획득했으며 세계 선수권 대회에서 금메달 1개, 동메달 2개, 아시안 게임에서 금메달 1개, 은메달 1개, 아시아 선수권 대회에서 금메달 2개, 은메달 1개를 획득했다.